# Mungkaldatar
Mungkaldatar is een bestuurslaag in het regentschap Kuningan van de provincie West-Java, Indonesië. Mungkaldatar telt 793 inwoners (volkstelling 2010).